# Ring (Marktplatz)
Als Ring oder auch Ringplatz bezeichnet man in der deutschen Sprache besonders in Schlesien, seltener aber auch verstreut in anderen Regionen wie Böhmen, Mähren, Galizien oder Siebenbürgen, den zentralen Marktplatz einer (mittelalterlichen) Stadt. Der Ring ist ein Sonderbegriff, er ist nicht gleichbedeutend mit dem Wort Marktplatz, welcher nebenher für die restlichen Plätze verwendet wird. Das Wort Ring wurde in die polnische Sprache als Rynek und in die ukrainische als ринок (rynok) übernommen und bedeutet dort allerdings schlicht nur Marktplatz.

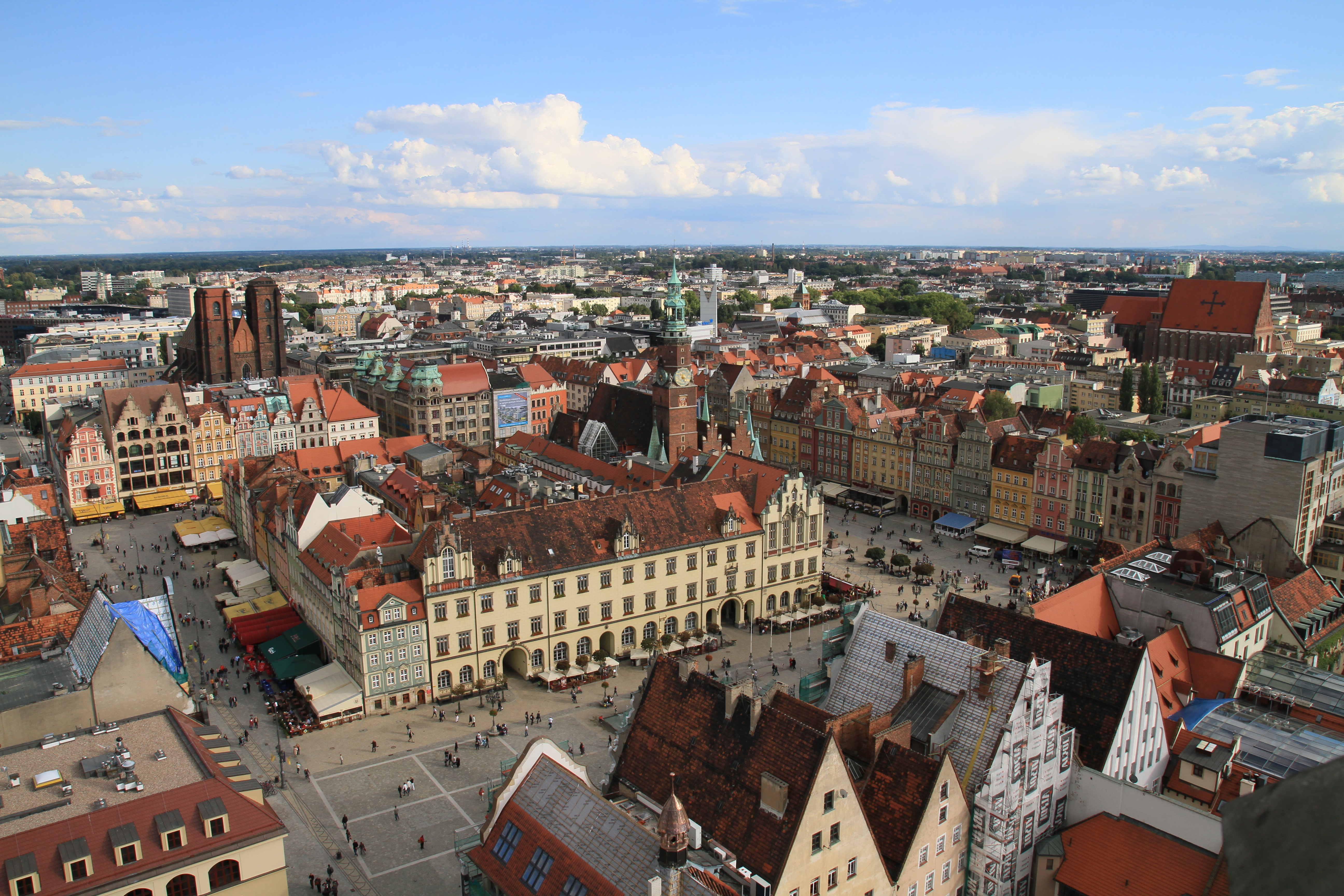
Der Große Ring in Breslau mit Rathaus und Häusern in der Mitte

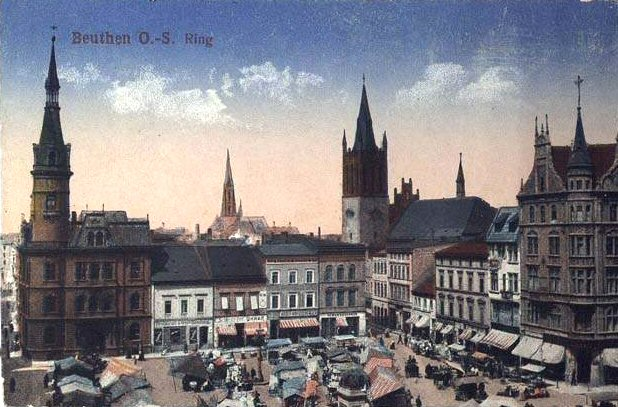
Bytom (Beuthen OS) als Beispiel für einen unbebauten Ring

In Schlesien findet man sie besonders oft in den schachbrettartig angelegten Altstädten aus der Zeit der deutschen Ostsiedlung, in denen sie meist die Mitte bilden. In der Regel sind diese annähernd rechteckig, jedoch selten symmetrisch. Oft befindet sich am Rande des Rings oder direkt in der Mitte des Platzes das Rathaus, in einigen Städten finden sich sogar Blöcke aus Wohnhäusern in der Platzmitte. Zwischen diesen und der Platzrandbebauung entsteht dadurch ein vier- oder vieleckiger „Ring“ in den häufig nach geometrischen Bebauungsplänen angelegten Städten.
Andererseits könnte sich der Begriff nicht vom Platz selbst, sondern von den vier Straßen ableiten, die sich am Platz kreuzen, diesen umrahmen und somit einen Ring bilden. Andererseits ist Ring auch eine Bezeichnung für einen Versammlungsort.
Sie wurden für alle wichtigen Märkte und Feste und dem Handel im Allgemeinen genutzt, so auch für die Weihnachtsmärkte, und bildeten somit den Mittelpunkt des alltäglichen Lebens in diesen planmäßig angelegten Städten. Heute sind sie meist die einzigen verkehrsfreien Zonen der Städte.

## Auswahl
- Großer Ring in Breslau
- Ring (Gliwice) (Gleiwitz)
- Ring (Opole) (Oppeln)
- Hauptmarkt (Krakau)
- Altstädter Ring in Prag
- Untermarkt (Görlitz)